# Étienne Rubat
Pour les articles homonymes, voir Rubat.
Étienne Rubat est un homme politique français né le 5 mai 1752 à Mâcon et décédé le 14 avril 1816, à Dijon.

## Biographie
Étienne Rubat est fils de Jean-François Rubat, avocat en parlement et de Marie-Anne Martin. Homme de loi à Mâcon au moment de la Révolution, il est nommé juge au tribunal de district de Mâcon en 1790. Il est député de Saône-et-Loire de 1791 à 1792, siégeant avec les modérés. Il est ensuite procureur syndic près l'administration du département et commissaire du directoire exécutif en l'an III. Il est de nouveau élu député, au Conseil des Anciens, le 22 germinal an VI. Rallié au coup d'État du 18 Brumaire, il devient juge au tribunal d'appel de Dijon et président du tribunal criminel de Saône-et-Loire. Maintenu comme conseiller à la cour d'appel sous la Première Restauration, son ralliement aux Cent-Jours lui valent d'être destitué lors du retour de Louis XVIII.

## Sources
- « Étienne Rubat », dans Adolphe Robert et Gaston Cougny, Dictionnaire des parlementaires français, Edgar Bourloton, 1889-1891 [détail de l’édition]